# Boea mollis
Boea mollis är en tvåhjärtbladig växtart som beskrevs av Rudolf Schlechter. Boea mollis ingår i släktet Boea och familjen Gesneriaceae. Inga underarter finns listade i Catalogue of Life.